# Held & Francke
Held & Francke ist ein österreichisches, vormals deutsches Bauunternehmen. In der Baubranche wird die Firma häufig mit der Abkürzung H&F oder HF bezeichnet. Gegründet wurde sie 1872 durch den Maurermeister Otto Held und den Kaufmann August Francke in Berlin. Bekanntheit erlangte sie schon bald durch große Bauprojekte in Berlin und Umgebung, später auch deutschlandweit.
Im Jahr 1906 wurde das Unternehmen in die Held & Francke Aktien-Gesellschaft umgewandelt und dehnte seine Bautätigkeit auch in andere Teile Deutschland aus. 1921 erfolgte die Ausgründung von Firmenteilen in die Süddeutsche Held & Francke Bauaktiengesellschaft mit Sitz in München. Das Stammunternehmen in Berlin wurde 1927 mit der Industriebau AG verschmolzen, mit der es 1931 in Konkurs fiel. Die Ausgründung in München änderte ihren Namen auf Held & Francke Bauaktiengesellschaft und blieb noch über fast 60 Jahre selbständig, bis sie 1990 von Philipp Holzmann übernommen, 1996 in Philipp Holzmann Bauaktiengesellschaft Süd umfirmiert und 2002 in der Insolvenz der Muttergesellschaft mit untergegangen ist. Heute ist die Alleingesellschafterin der Held & Francke Bausgesellschaft m.b.H. mit Sitz in 4030 Linz die HABAU Hoch- und Tiefbaugesellschaft m.b.H. mit Sitz in Perg.

## Geschichte

### Held & Francke in Berlin (1872–1931)

#### Bauunternehmung  Held & Francke (Personengesellschaft)
Im Jahre 1872 gründeten der Maurermeister Otto Held und der Kaufmann August Francke die Bauunternehmung Held & Francke in Berlin. Der Unternehmensstandort war das Haus Oranienstraße 131. Aus den ersten Jahren findet sich in den Archiven der Stadt Berlin nur eine überschaubare Zahl an Baugenehmigungen zu privaten Bauvorhaben.
In den 1880er Jahren kooperierte das Unternehmen eng mit der von Gustav Adolf Wayss 1886 gegründeten Bauunternehmung Beton- und Monierbau, einem Pionier für den Bau mit Stahlbeton und Inhaber mehrerer Patente in diesem Bereich. Anscheinend konnte Held & Francke dabei genügend Know-how erwerben, um selbst zum Anbieter für Stahlbetonbau zu werden. Schon bald übernahm das Unternehmen die Ausführung großer Bauvorhaben wie z. B. des Reichsversicherungsamts (Fertigstellung 1887), des Preußischen Abgeordnetenhauses (Fertigstellung 1899), des Berliner Doms (1894–1900) oder des Gebäudes der Deutsche Bank AG an der Mauerstraße und Kanonierstraße. 1906 hatte das Unternehmen bereits mehr als 1000 Mitarbeiter.

#### Held & Francke Aktien-Gesellschaft (1906–1927)
Im Jahr 1906 erfolgte die Umwandlung in eine Aktiengesellschaft als Held & Francke AG. Mit der Umwandlung wurde eine Kapitalerhöhung auf zwei Millionen Mark erreicht. Mit diesem Kapital expandierte das Unternehmen stark. In Rudow wurde der Werk- und Lagerplatz auf viele Hektar erweitert und mit verschiedenen Fabrikgebäuden bebaut. Die große Hochbauabteilung verließ das Haus an der Oranienstraße und bezog das heute noch bestehende Verwaltungsgebäude Am Köllnischen Park 1 in Berlin.
Allein die Reihe öffentlicher Bauwerke ist ein Indiz für die Reputation des Bauunternehmens: Es wurden die Staatsbibliothek zu Berlin (Unter den Linden), das Kaiser-Friedrich-Museum, der Marstall (heute Zentral- und Landesbibliothek Berlin bzw. Berliner Stadtbibliothek), alle nach Entwürfen von Ernst von Ihne, errichtet, die Kaiser-Wilhelm-Akademie sowie die Synagoge an der Lindenstraße nach Entwürfen von Cremer & Wolffenstein und Zeyse, vier große Gerichtsgebäude und drei Hauptpostämter sowie neun Kirchen für Berlin, Militäranlagen, Bank- und Versicherungsgebäude (Allianz-Versicherung, Nordstern-Versicherung am früheren Nordsternplatz, heute Senatsverwaltung für Justiz u. a.), Geschäftshäuser, Krankenhäuser und Wohnhäuser. Das Unternehmen führte aber auch namhafte Industriebauten aus, wie z. B. die Zentrale der Elektrischen Hoch- und Untergrundbahn, den Hafen Tempelhof, Bahnhöfe, Wasserwerke und Gasanstalten, Maschinenfabriken (u. a. für AEG und Agfa), Brauereien, Kabelwerke für Siemens & Halske und die Telefon- und Telegrafenwerke der C. Lorenz, die ab 1889 vom Kaufmann Robert Held geführt wurde, einem Bruder von Otto Held. Ebenfalls im Auftrag von C. Lorenz errichtete Held & Francke im Jahr 1908 die Versuchsfunkstelle Eberswalde, eine Pionierinstitution des deutschen Unterhaltungs-Rundfunks.
1912 schied Otto Held nach 40 Jahren aus Gesundheitsgründen aus. Der 1886 ins Unternehmen gekommene Philipp Schindler führte nun das Unternehmen erfolgreich als Vorstandsvorsitzender weiter. Unter seiner Beteiligung war 1891–1895 auch die Kaiser-Wilhelm-Gedächtniskirche in Berlin errichtet worden.
Die Jahre ab 1914 wurden zu den schwierigsten in der Unternehmensgeschichte. Die Held & Francke AG weitete die Tätigkeit nach Süd- und Westdeutschland aus. Man suchte Bauaufträge zunächst im Eisenbahnbau und im zugehörigen Bau sogenannter Kunstbauwerke (z. B. Brücken), später gründete man eine Niederlassung in Stuttgart. Wegen des Erfolges nahm man 1921 eine Ausgründung von Unternehmensteilen in die Süddeutsche Held & Francke Bauaktiengesellschaft mit Sitz in München vor. Diese übernahm später von der Stuttgarter Niederlassung die ab 1925 im Bau befindlichen Neckar-Staustufen Ladenburg und Wieblingen, sowie die ab 1927 errichtete, ebenfalls am Neckar gelegene Staustufe Cannstatt, die ebenso von dem Architekten Paul Bonatz entworfen wurde wie die Staustufe Ladenburg. Im norddeutschen Raum wurde 1924 eine Niederlassung in Hamburg für den Kanal- und Eisenbahnbau gegründet, deren Umsatz bald 5 Millionen Reichsmark erreichte. Leiter der Niederlassung war Hans Minetti, der nach dem Zweiten Weltkrieg von Anfang der 1950er Jahre bis 1972 Vorsitzender des Deutschen Beton-Vereins war.
1927 erwarb die Industriebau AG (Berlin, Breslau, Kattowitz u. a.), vertreten durch ihren Gründer und Vorstand Karl Pieler, mit heimlichen Aktienkäufen die Mehrheit der gut situierten Held & Francke Bauaktiengesellschaft.

#### Industriebau – Held & Francke Bauaktiengesellschaft zu Berlin

Aktie über 1000 RM der Industriebau Held & Francke AG vom Oktober 1928

Es folgte eine Fusion beider Unternehmen zur Industriebau – Held & Francke Bauaktiengesellschaft zu Berlin. Diese verfügte 1928 über folgende Beteiligungen:
- Eigenhausbauten für Stadt und Land GmbH, Berlin
- Gleisgemeinschaft GmbH, Carlowitz (zu 18 %)
- Oberschlesische Industriebau AG, Kattowitz
- A. Pusch Baugesellschaft mbH, Senftenberg (zu 65 %)
- Schlesische Portland Zement-AG (zu 0,64 %)
- Süddeutsche Held & Francke Bauaktiengesellschaft
- Huta Hoch- und Tiefbau AG (mit Aktien von nominell 500.000 Reichsmark)

#### Weltwirtschaftskrise und Insolvenz
Im Geschäftsjahr 1929 kam es bei der Industriebau – Held & Francke Bauaktiengesellschaft in Berlin zu einem Bilanzverlust von 5.668.000 Reichsmark. Die Weltwirtschaftskrise wirkte sich auf die damalige Tochtergesellschaft Süddeutsche Held & Francke Bauaktiengesellschaft zwar deutlich weniger negativ aus als auf das Berliner Stammhaus, aber die Beteiligungsgesellschaften hatten ihre Gewinne an die Muttergesellschaft abzuführen. Mit der Ausgabe von Aktien über 1.000 Reichsmark im September 1930 sollte dringend benötigtes Kapital für das Unternehmen beschafft werden. Im Jahr 1931 war der Konkurs aber nicht mehr abzuwenden. Immerhin waren die Banken für ein Unternehmenskonzept zu gewinnen, mit dem der Fortbestand der süddeutschen Tochtergesellschaft gesichert werden konnte.

### Held & Francke in München (1921–1996)

#### Süddeutsche Held & Francke Bauaktiengesellschaft
Seine Entstehung verdankte die Tochtergesellschaft mit Sitz in München einer Ausgründung von Unternehmensteilen im Jahr 1921. Im Vergleich konnte die Süddeutsche Held & Francke Bauaktiengesellschaft grundsätzlich bessere Geschäfte abschließen, als es dem Stammhaus mit seinem Schwerpunkt auf den zunehmend defizitären Hochbau in Berlin möglich war. Daher war die Münchener Tochtergesellschaft 1930 in der Lage, sich allein am Markt zu behaupten und die Bautätigkeit fortzuführen. Die Banken unterstützten entsprechende Pläne, indem sie die Anteile aus den beim Konkurs des Berliner Unternehmens aufgenommenen Aktien der Münchener Tochtergesellschaft an die Maffeische Erbengemeinschaft überleiteten. Bereits im Jahr 1940 hatte sich die Süddeutsche Held & Francke Bauaktiengesellschaft in München wieder soweit am Markt etabliert, dass der Wegfall des Namensbestandteils „Süddeutsche“ erwogen wurde und noch im gleichen Jahr die Umfirmierung in Held & Francke Bauaktiengesellschaft erfolgte.

#### Held & Francke Bauaktiengesellschaft, München (1940–1990)
Nach 1945 kam der Wiederaufbau zunächst nur langsam in Gang, der noch nicht modernisierte Gerätepark des Unternehmens und die Finanznot der Auftraggeber machen es schwer, auskömmliche Bauaufträge zu erhalten. Die Deutsche Mark (DM) wurde 1948 als Währung in der US-amerikanischen, britischen und französischen Besatzungszone (Trizone) und in West-Berlin durch die Währungsreform eingeführt. Die Hauptversammlung der Held & Francke Bauaktiengesellschaft in München setzte ihr Kapital am 13. Dezember 1950 auf 2,6 Millionen DM fest.
In den Jahren von 1950 bis 1965 expandierte das in München im Gebäude Aschauer Straße 21 ansässige Unternehmen und weitete sich über die damalige Bundesrepublik aus. Eine Vielzahl bedeutsamer Bauten wurde geschaffen und das Auslandsgeschäft aufgebaut (in Kuwait, Griechenland, Österreich, der Schweiz, Ghana, Abu Dhabi, später noch in Saudi-Arabien, Jordanien etc.).
In diesen Jahren beteiligt sich die Held & Francke Bauaktiengesellschaft an folgenden Unternehmen:
- Carini in Grafenwöhr, später umbenannt in Haber & Co.
- Friedrich W. Noll Straßenbau-AG
- Weller & Co. in Linz an der Donau, ab 1961 Held & Francke (in Österreich)

1967 erhöhte sich das Grundkapital auf 4 Millionen DM und 1968 auf 5 Millionen DM. Dem folgten weitere Erhöhungen 1971 auf 7,5 Millionen DM und 1972 auf 10 Millionen DM.
1972 jährte sich die Gründung der Bauunternehmung Held & Francke zum 100. Mal, aus diesem Anlass erhielt die Technische Universität München einen größeren Betrag zur Förderung des technischen Nachwuchses.

#### Im Konzern Philipp Holzmann
1990, im Jahr der Wiedervereinigung, übernahm die Philipp Holzmann AG weitestgehend die Held & Francke Bauaktiengesellschaft mit der Absicht, die schwache Präsenz von Holzmann in Süddeutschland durch die Übernahme des Marktanteils und der Auftraggeberschaft der besser positionierten Held & Francke auszubauen. Die neue Firmierung lautete Philipp Holzmann – Held & Francke Bauaktiengesellschaft. Das Unternehmen gehörte aber in den folgenden Jahren zu den Beteiligungen im Holzmann-Konzern, die Verluste erwirtschafteten.
1996 beschloss die Hauptversammlung der Philipp Holzmann – Held & Francke Bauaktiengesellschaft die Umbenennung in Philipp Holzmann Bauaktiengesellschaft Süd, womit die Bezeichnung „Held & Francke“ aus der Firma verschwand. Der Beschluss ging auf eine Stimmrechtsmehrheit zurück, die von der Philipp Holzmann AG gehalten wurde.

### Philipp Holzmann Bauaktiengesellschaft Süd (1996–2002)
Die umbenannte Gesellschaft hatte den Status einer Hauptniederlassung und war im Holzmann-Konzern für Bayern und Baden-Württemberg zuständig. Im Jahr 2002 kam es zum Insolvenzverfahren bei der Philipp Holzmann AG, womit auch die Geschichte der Bauunternehmung Held & Francke ein endgültiges Ende fand. (Vgl. auch Philipp Holzmann#Krise und Insolvenz 2002).

## Regionale Strukturen – Sitz und Niederlassungen der Held & Francke in Deutschland

### Held & Francke Bauaktiengesellschaft Berlin, Sitz und Niederlassungen vor 1945
Sitz und historische Anschrift der Hauptverwaltung: Held & Francke Aktiengesellschaft, Berlin SO 16, Am Köllnischen Park 1, mit Lagerplatz / Werkplatz in Rudow, Kanalstraße
- Niederlassung Berlin
- Niederlassung Bremen
- Niederlassung Dortmund
- Niederlassung Stuttgart

### Held & Francke Bauaktiengesellschaft München, Sitz und Niederlassungen nach 1945
Sitz und historische Anschrift der Hauptverwaltung: Held & Francke Bauaktiengesellschaft, 81549 München (früher 8000 München 90), Aschauer Straße 21, mit Lagerplatz und Werkstatt daselbst
- Zweigniederlassung Cham
- Zweigniederlassung Frankfurt am Main
- Zweigniederlassung Grafenwöhr
- Niederlassung Hamburg
- Niederlassung Ingolstadt
- Zweigniederlassung Kaiserslautern
- Zweigniederlassung Kiel
- Niederlassung Köln
- Zweigniederlassung Koblenz
- Niederlassung Mainz
- Niederlassung München
- Niederlassung Nürnberg
- Zweigniederlassung Stuttgart
- Niederlassung Vilshofen
- Zweigniederlassung Würzburg

## Errichtete Bauwerke in Deutschland

### Ära Berlin, auszugsweise, ab 1872
- Berliner Dom, Am Lustgarten, Berlin
- Kaiser-Wilhelm-Gedächtniskirche, Auguste-Victoria-Platz (Breitscheidplatz), Berlin
- Landtagsgebäude für den Preußischen Landtag in Berlin (heute Abgeordnetenhaus des Landes Berlin)
- Kaiser-Friedrich-Museum, Museumsinsel, Berlin
- Oberverwaltungsgericht, Hardenbergstraße 21, Berlin-Charlottenburg
- Pulverfabrik Plaue mit 71 Gebäuden
- Geschützgießerei Spandau mit 5 Fabriken
- Fabrikanlage für die Luftstreitkräfte, Adlershof bei Berlin
- Flugplatz-Anlage Berlin-Friedrichsfelde
- Berliner Synagoge, Lindenstraße 48–50
- Handwerkskammer zu Berlin, Belle-Alliance-Straße / Teltower Straße

- Villa Parey, Sigismundstraße 4a

### Ära München, auszugsweise, ab 1943
- Einsatz von KZ-Häftlingen im KZ-Außenlager Kaufering XI – Landsberg-Stadtwaldhof[10] für Bunkerbau in Landsberg für das Rüstungsministerium in Berlin[11]
- Errichtung der Bauwerke für den Firmensitz an der Aschauer Straße, München
- Verwaltungsgebäude der Allianz Versicherungs-Aktiengesellschaft, Königinstraße 28, München
- Pumpspeicherwerk Leitzach, Städtische Elektrizitätswerke München
- Mikroporit Porenbetonwerk, Aschauer Straße, München
- Gärkeller und Flaschenfüllerei der Paulaner-Brauerei, München
- Städtisches Stadion der Stadt Nürnberg, Zeppelinstraße
- Hotel Bayerischer Hof, Umbau und Neubau, Promenadeplatz 2–6, München
- Moselstaustufe St. Aldegund für das Wasser- und Schifffahrtsamt Mainz
- Auto-Tunnel Von-der-Tann-Straße, Landeshauptstadt München
- Verwaltungsgebäude des Axel-Springer-Verlags in Hamburg
- Nahebrücke der BAB 61 bei Dietersheim für das Autobahnamt Montabaur
- Verwaltungsgebäude + Sendezentrum des ZDF in Mainz
- Instandsetzung der Alten Mainbrücke in Würzburg

## Unterstützungsverein
Die Held & Francke Bauaktiengesellschaft in München gründete zur Unterstützung ehemaliger Mitarbeiter im Rentenalter einen eingetragenen Unterstützungsverein, dem zur Finanzierung von Unterstützungsleistungen Erträge aus Vermietungen und Zuschüsse zuflossen. Voraussetzung für einen Unterstützungsanspruch war eine mindestens 10-jährige Betriebszugehörigkeit zu dieser Aktiengesellschaft unter Berücksichtigung einer Mindestaltersschwelle, ab der die Mindestfrist von 10 Jahren zu ermitteln war (u. a. Anwartschaftsvoraussetzungen).
Nach der Übernahme der deutschen Held & Francke durch die Philipp Holzmann AG im Jahr 1990 wurde auch der ursprüngliche Unterstützungsverein in Unterstützungsverein Philipp Holzmann – Held & Francke e. V. umbenannt. Sechs Jahre später erfolgte eine weitere Umbenennung in Unterstützungsverein Philipp Holzmann Süd e. V. Diese Unterstützungsvereine sind nicht mehr im Registerportal der Länder registriert; der Pensions-Sicherungs-Verein aG (PSVaG), nach rechtlichen Regeln zuständig für Ausfälle von Pensionsvorsorgen auch nach Insolvenzen, hatte sich im Jahr der Holzmann-Insolvenz 2002 dadurch auf exorbitant erhöhten Leistungsaufwand für abzusichernde Versorgungsempfänger einzustellen.